# The Ghost of Tom Joad (singolo)
The Ghost of Tom Joad è un singolo del cantautore statunitense Bruce Springsteen, pubblicato nel 1995 ed estratto dall'album omonimo.
Nel titolo e nel testo viene citato Tom Joad, il protagonista del romanzo Furore (The Grapes of Wrath, 1939) scritto da John Steinbeck.

## Altre versioni
Il brano è stato registrato anche dal gruppo Rage Against the Machine in versione rap rock. La loro versione è presente nell'album video Rage Against the Machine (1997) e nell'album di cover Renegades (2000).